# اسمارت ۱
اسمارت #۱ یک کراس اوور کامپکت الکتریکی است که توسط اسمارت، و توسط سرمایه‌گذاری مشترک بین دایملر آگ و جیلی در سال ۲۰۲۲ توسعه یافته و تولید شده‌است. این اولین وسیله نقلیه تولید شده توسط سرمایه‌گذاری مشترک بین این دو شرکت خواهد بود.

## بررسی

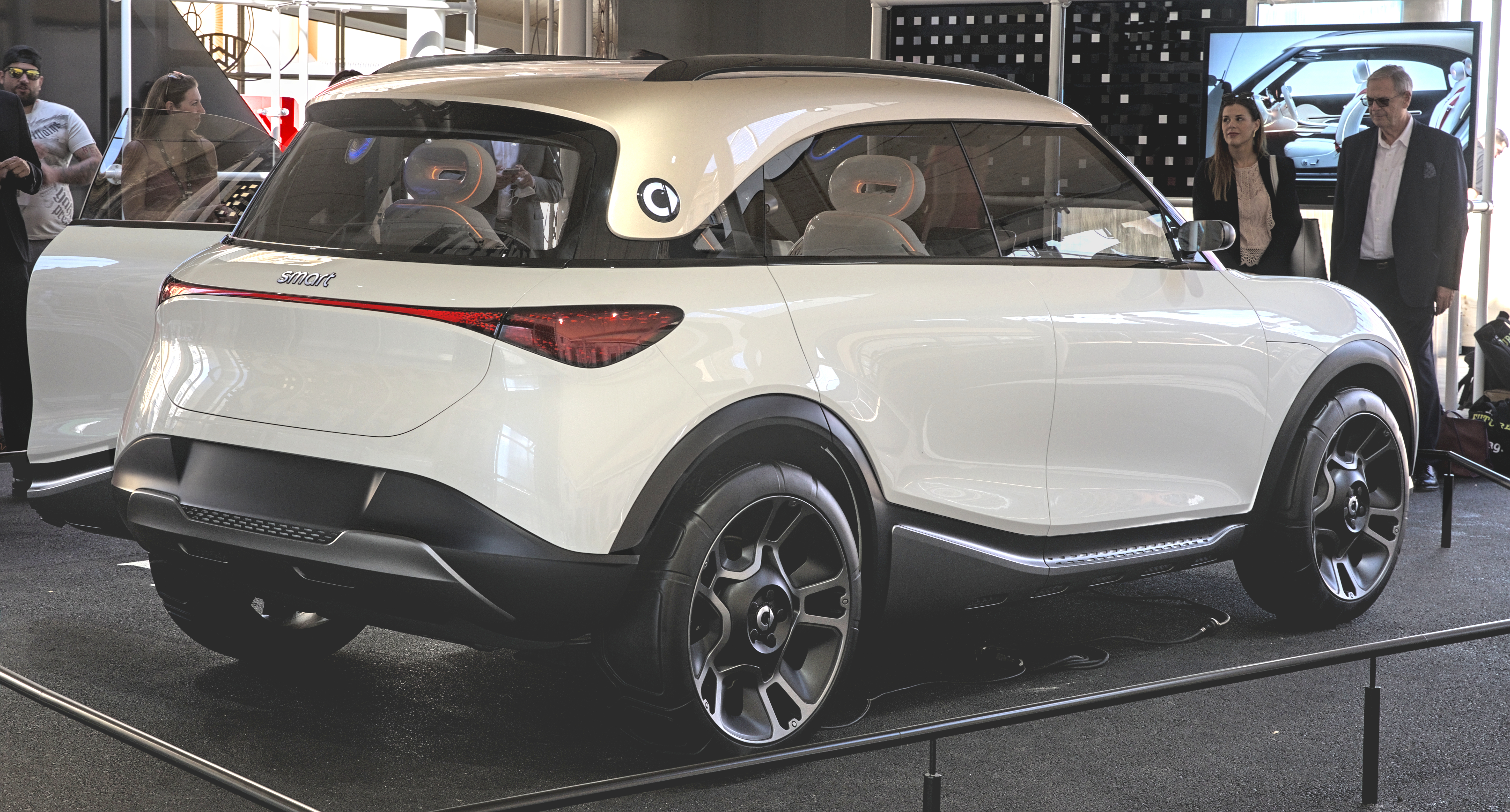
نمای عقب

این خودرو با نام کانسپت شماره ۱ معرفی شد که در نمایشگاه نمایشگاه بین‌المللی خودروی آلمان در سال ۲۰۲۱ معرفی شد.
نسخه تولیدی این خودرو در ۷ آوریل ۲۰۲۲ رونمایی شد. این خودرو با اسم رمز اچ‌ایکس۱۱ توسعه داده شد.